# Disco ilustrado

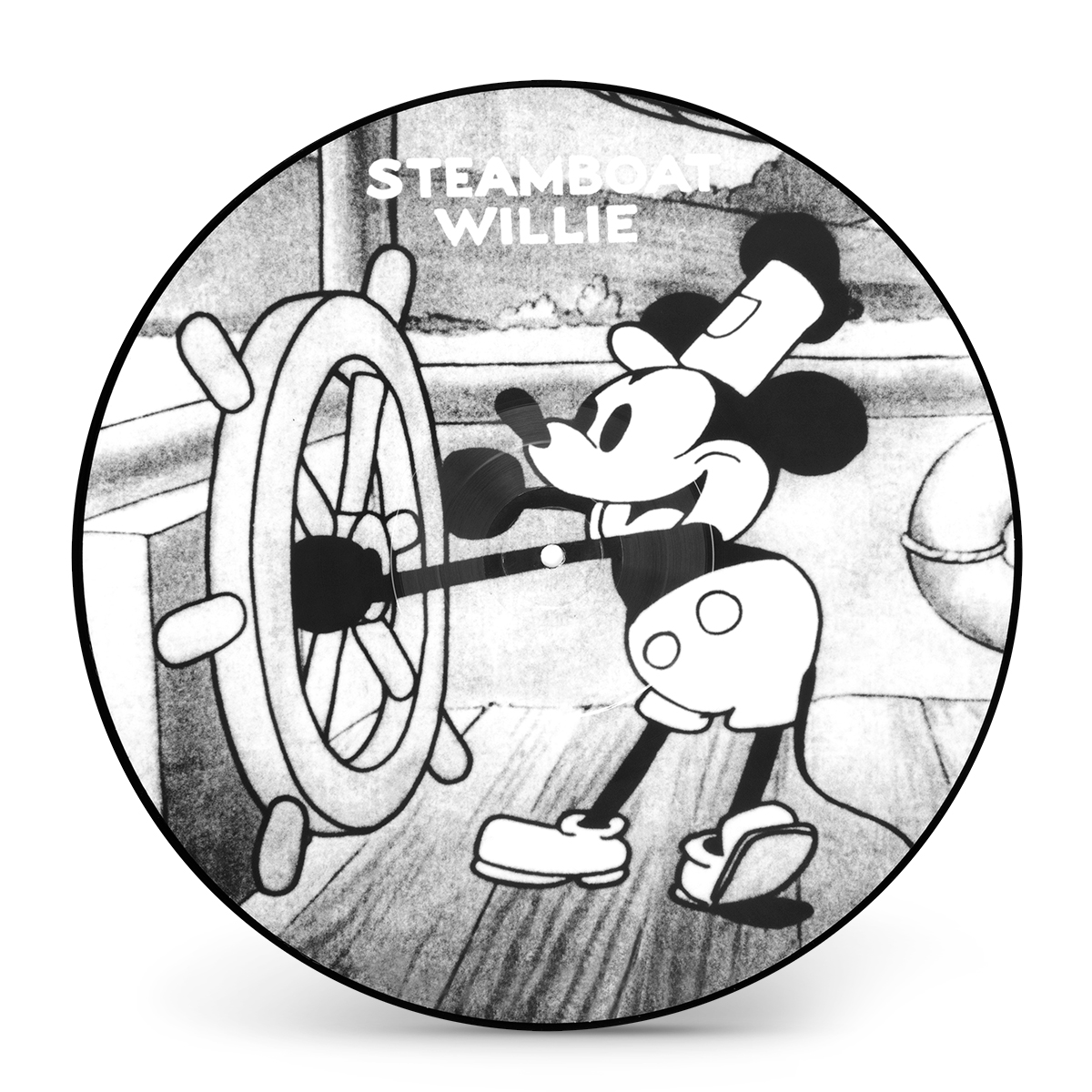
Steamboat Willie de Walt Disney, ejemplo de un vinilo ilustrado

Los discos ilustrados (o pictodiscos) son un tipo de discos fonográficos que muestran imágenes en su superficie de reproducción, en lugar de ser de vinilo negro o de otro color uniforme. Los coleccionistas reservan tradicionalmente el término disco ilustrado ("picture disc" en inglés) para denominar a aquellos discos con imágenes que se extienden al menos en parte al área ocupada por los surcos sonoros, distinguiéndolos de los discos con etiqueta ilustrada ("picture label discs"), que incluyen una etiqueta (a veces más grande de lo normal) con algún diseño gráfico especial, y de los discos con una cara de imagen ("picture back discs"), con un lado completo ilustrado pero sin contenido sonoro.

## Los inicios
Unos pocos discos de goma laca negra de siete pulgadas emitidos por la Canadian Berliner Gramophone Company alrededor de 1900 tenían la marca registrada del perro y el gramófono de "His Master's Voice" grabada ligeramente sobre la superficie de los surcos como una medida antipiratería, lo que técnicamente permite considerarlos como discos ilustrados según algunas definiciones.
Aparte de algunos discutibles pretendientes al título de "primer" disco ilustrado, los primeros ejemplos datan de 1909, y no eran discos estrictamente hablando, sino tarjetas postales rectangulares con pequeños discos redondos de celuloide transparente pegados sobre la imagen de la postal. Posteriormente, las grabaciones se imprimieron sobre una capa transparente que cubría todo el lado de la imagen de la tarjeta. Esta novedosa idea demostró tener una vida muy larga. En la década de 1950 y durante el resto de la era del vinilo, se emitieron en varios países discos sobre postales, generalmente de gran tamaño y con una fotografía en colores llamativos de una atracción turística o un paisaje local típico. Estos y otros pequeñaod iscos ctransparentes grabados sobreimágenes eimprnsas e papel laminado o cartón delgado, como los que ocasionalmente estaban encuadernados en revistas o mostrados en la parte posterior de cajas de cereal espara el desayuno, generalmente no se clasifican junto con los discos más grandes y resistentes vendidos en las tiendas de música o los utilizados como obsequios promocionales por las compañías discográficas, pero algunos incluían grabaciones de artistas famosos y ahora son buscados con entusiasmo por los coleccionistas.
Los primeros discos de imágenes de tamaño considerable, vendidos como discos destinados solo para ser vistos y reproducidos, no como tarjetas postales, aparecieron en la década de 1920. Su primera ola de popularidad significativa no llegó hasta principios de la década de 1930, cuando varias empresas en distintos países comenzaron a emitirlos. Algunos estaban ilustrados con fotografías o obras de arte diseñadas simplemente para adecuarse a los contenidos musicales, pero algunas gráficas también promocionaban películas en las que se habían introducido las canciones grabadas, y algunas eran simplemente publicidad que tenía poca o ninguna conexión con la grabación. Algunos políticos y demagogos exploraron el potencial de los discos como medio de propaganda. Adolf Hitler y el fascista británico Oswald Mosley aparecieron cada uno en sus propios discos con imágenes especiales.
La mayoría de estos registros estaban hechos de una simple hoja de cartón impreso bastante delgado con una capa de plástico muy delgada y su calidad de audio era deficiente. Algunos eran más resistentes y estaban bien fabricados e igualaban o incluso superaban la calidad de audio de los discos ordinarios, que aún estaban hechos de un compuesto de goma laca mezclada con un polvo abrasivo que introducía mucho ruido de fondo. En 1933, RCA Victor en los Estados Unidos lanzó algunos registros de imágenes sobre cartón, pero no estaba contento con su calidad y pronto comenzó a producir un tipo mejorado, que consistía en un disco con un núcleo de goma laca en blanco rígido interpuesto entre dos hojas ilustradas recubiertas a su vez con sendas capas de plástico transparente de alta calidad, en el que se imprimía la grabación. Como casi todos los discos que se producían para el público en general, se grabaron a 78 rpm, pero un ciertas unidades se registraron a 33⅓ rpm, una velocidad que ya se usaba para fines especiales y que Victor intentó sin éxito introducir pasa su uso doméstico. Fue el primer disco ilustrado de 33⅓ rpm y el único fabricado hasta muchos años después. Se trataba de discos ilustrados de lujo, con un precio mucho más alto que los discos ordinarios y que se vendían en cantidades muy pequeñas. A principios de la década de 1930, toda la industria discográfica estaba siendo devastada por una depresión económica mundial y el auge de un nuevo medio, la radio, lo que hizo que una gran cantidad de música estuviera disponible de forma gratuita a través de las ondas. Los discos ilustrados de todo tipo se encontraban entre las víctimas de esta situación.

## 1946 hasta 1969
Una vez superadas la Gran Depresión y la Segunda Guerra Mundial, el disco ilustrado resurgió en 1946, cuando la empresa de Tom Saffardy, Sav-Way Industries, comenzó a publicar Vogue Records, un producto bien confeccionado, físicamente similar a las ediciones mejoradas de 1933 de RCA Victor, excepto en que el soporte central de sus discos era de aluminio en lugar de goma laca. Los discos de Víctor se habían ilustrado en un estilo Art Deco preciosista, a menudo en blanco y negro, sobrio pero elegante. Los discos de Vogue presentaban obras de arte realizadas en los estilos típicos de la ilustración comercial y el arte pin-up de la década de 1940, la mayoría con colores llamativos, con imágenes impactantes, humorísticas o caricaturescas. La calidad de sonido era excelente para los estándares de la época y contaban con intérpretes de gran talento profesional, la mayoría con nombres conocidos por el público en general. Sin embargo, la expansión de Vogue se vio obstaculizada por la falta de grandes nombres de "éxito". Los talentos de primer nivel solían tener contratos exclusivos con compañías como Mercury Records, para quien Sav-Way fabricaba llamativos discos ilustrados de bajo ruido superficial, que Mercury distribuía solo a los disc jockeys de radio. Los discos de Vogue se vendían al por menor por 1,05 dólares cada uno, aproximadamente un cincuenta por ciento más caros que los discos normales de diez pulgadas y 78 rpm. La novedad de los coloridos discos atrajo el interés y las ventas al principio, pero la empresa no llegó a consolidarse y se cerró en 1947, después de que se publicaran menos de 100 producciones catalogadas con el logotipo de Vogue.
Algunos de los discos ilustrados para niños comercializados por Record Guild of America desde finales de la década de 1940 hasta la de 1950 fueron más exitosos comercialmente y de mayor duración. Sus temas más populares y conocidos se parecían a los discos de Vogue en su estilo general de ilustración y uso de materiales de alta calidad, pero tenían solo 7 pulgadas de diámetro, no contenían un núcleo de refuerzo y se vendían a un precio mucho más bajo. Otras empresas, como Voco, también fabricaron discos ilustrados para niños.
Los Red Raven Movie Records, introducidos en 1956, eran un tipo de discos ilustrados para niños muy inusuales. Presentaban una secuencia de dieciséis fotogramas de animación dispuestos alrededor del centro y debían reproducirse a 78 rpm en un plato giratorio con un eje corto, sobre el que se colocaba un pequeño dispositivo de dieciséis espejos, una especie de praxinoscopio. Al mirar hacia el centro mientras se reproducía el disco, se podía ver una escena de dibujos animados de alta calidad que se repetía sin cesar, relacionada con la canción que sonaba. Solo los primeros discos Red Raven, que eran del tipo de cartón revestido pero reforzados con un borde de metal y una arandela para el eje, eran verdaderos discos ilustrados. Las ediciones posteriores más comunes eran "discos con etiquetas ilustradas" más grandes, fabricados con plástico opaco, translúcido o transparente de color sólido, con la grabación situada en una banda alrededor de una etiqueta muy grande que llevaba los gráficos de animación. En la década de 1960, se introdujeron productos similares en varios países con distintas marcas, como Teddy en Francia y los Países Bajos, o Mamil Moviton en Italia.
Entre la desaparición de Vogue en 1947 y el final de la década de 1960 se emitieron muy raramente discos ilustrados sólidos y de tamaño grande en los Estados Unidos como los de Víctor y Vogue, pero sí se produjeron varias líneas de discos ilustrados en Europa y Japón durante estos años, como los franceses del sello Saturnes.

## A partir de 1970
En la década de 1970 apareció una nueva generación de discos ilustrados, con una calidad de sonido aceptable pero todavía inferior a la de los discos convencionales. Fueron desarrollados por Metronome Records GmbH, una subsidiaria de Elektra Records. Estos nuevos discos disponían de cinco capas, que consistían en un núcleo de vinilo negro con calcomanías de papel secadas al horno en cada lado y luego recubiertas exteriormente por una película de vinilo transparente fabricada por 3M. En el proceso de fabricación, primero se colocaba una capa de la película transparente sobre el lecho de la prensa en la parte superior del estampador, luego se colocaba un "disco" de vinilo negro caliente encima de la extrusora. Finalmente, se añadía la capa superior de impresión y película de vinilo (sostenida por un pasador retráctil en el perfil superior que se solía emplear para retener la etiqueta de papel superior) y se cerraba la prensa. Los problemas con el deficiente flujo del vinilo fundido causado por la textura del papel y el aire liberado procedente del papel (que no se había eliminado del todo en el proceso de secado en el horno), complicaban el correcto funcionamiento del proceso.
El primer disco ilustrado de rock "moderno" se presentó en forma de una compilación de artistas como MC5 y The Doors. Sería lanzado en 1969 por Metronome de Alemania y se tituló "Psychedelic Underground - Off 2, Hallucinations". El segundo lanzamiento fue el primer álbum de la banda británica de rock progresivo Curved Air, Air Conditioning, una edición para el Reino Unido (1970). Un disco ilustrado estadounidense publicado comercialmente es To Elvis: Love Still Burning, una colección de 11 canciones tributo a Elvis Presley de varios artistas, publicada en mayo de 1978. Ambas caras del álbum (Fotoplay FSP-1001) representan a Presley.
En algunos pictodiscos, las imágenes utilizadas estaban destinadas a crear una ilusión óptica mientras el disco giraba en el tocadiscos (como en el lado B del álbum Air Conditioning de Curved Air), mientras que otros utilizaban el efecto visual para acompañar a la música, como por ejemplo en el álbum de 1979 The Worker de Fischer-Z, que presentaba un tren que se desplazaba interminablemente alrededor del tocadiscos, reforzando el mensaje de la canción.
Los discos ilustrados posteriores incluyeron mezclas de fluidos de colores encapsulados en el vinilo, láminas de efecto 3D Rowlux, películas de difracción con efecto arco iris, escamas de metal (véase impresión lenticular), cristales líquidos sensibles a la presión que cambiaban de color cuando se sujetaba el disco, o incluso placas holográfícas.
Los discos de entrevistas también se imprimían comúnmente en formato ilustrado.

## Lista de ejemplos de discos ilustrados

### Primeros discos ilustrados modernos de 1970 a 1979
- Off II - Hallucinations con varios artistas (1969), el primer disco ilustrado moderno impreso en Alemania y lanzado como disco promocional.
- Air Conditioning de Curved Air (1970), uno de los primeros discos ilustrados modernos, concebido y diseñado por Mark Hanau.
- Tubular Bells de Mike Oldfield (1973), lanzado como un disco ilustrado como lanzamiento regular.
- Farewell Aunty Jack de Rory O'Donoghue y Grahame Bond (1973) fue el primer disco ilustrado australiano.
- Magical Love, editado por Saturnalia hacia 1974, sería el primer álbum no recopilatorio anunciado en televisión en Europa.
- Black Sabbath de Black Sabbath, un disco raro, relanzado en edición ilustrada en 1974, muestra la portada de su primer álbum.
- The Dark Side of the Moon de Pink Floyd de 1973, editado como disco ilustrado en 1974 o 1975.
- Boston por Boston (1976).
- Dreamboat Annie de Heart (1976). Muestra la portada de Dreamboat Annie en la parte delantera y trasera con un texto que indica el número de la cara.
- Magazine de Heart (1978). Igual que Dreamboat Annie, excepto por la portada de la revista. Ambos estaban bajo el sello Mushroom Records.
- To Elvis: Love Still Burning de 11 artistas diferentes, incluido Ral Donner. Producida por el sello Fotoplay de Jerry Osborne, y distribuida por Pickwick International, tiene 11 canciones de homenaje a Elvis Presley (1978). Presenta un retrato de Elvis de Marge Nichols en ambas caras. El primero de muchos discos ilustrados con imágenes de Elvis, y el primero emitido comercialmente en Norteamérica, un evento del que se informó en la portada de la revista Billboard (edición del 28 de agosto de 1978).
- Elvis: A Legendary Performer, vol. 3. Elvis Presley (1978). Emitido por RCA unos seis meses después del disco del sello Fotoplay.
- Sgt.Pepper's Lonely Hearts Club Band de The Beatles (1978). Lanzado junto con la producción cinematográfica de Robert Stigwood con el mismo nombre.
- Q: Are We Not Men A: We Are Devo de Devo (1978) - Virgin Records. LP con fotogramas de la película The Truth About De-Evolution de Devo.
- My Best Friend's Girl de The Cars (1978), con un gráfico de un coche antiguo sobre fondo blanco.
- Just What I Needed de The Cars (1978), con un gráfico de un coche de estilo antiguo sobre fondo azul.
- Blondes Have More Fun de Rod Stewart (1978), donde el artista abraza a una mujer rubia de espaldas a la cámara, y en el lado B, el artista tiene la misma pose, pero con una chica morena.
- Hemispheres de Rush (1978), que contiene la portada del álbum en ambas caras del disco.
- "Hard Love" de Shaun Cassidy (1978). Discos ilustrados de 12" y 7" de Under Wraps. Contienen la portada del álbum en ambas caras del disco.
- Translumadafractadisc, entre cuyos artistas figura Sid Vicious.
- Pieces of Eight de Styx (1978). Tiene la portada del álbum en la parte frontal, con una imagen de la banda en la parte posterior.
- Who Are You de The Who (1978). Muestra la portada regular del álbum, con la banda en medio de una serie de cables eléctricos y equipos de megafonía.
- Banda sonora de El Señor de los Anillos de Leonard Rosenman. Doble LP de edición limitada con cuatro escenas de la película de 1978 de Ralph Bakshi (1978).
- Paradise Skies (ref. CLP 16079), de Max Webster. Single británico.
- Are 'Friends' Electric? de Tubeway Army (1979). Disco ilustrado de 7", con 20.000 unidades editadas.
- The Worker de Fischer-Z (1979). Imagen de dibujos animados de un tren dispuesto alrededor del borde del disco.
- Light My Fire de Amii Stewart (1979). Imagen fotográfica de la cantante sobre un fondo rosa.
- Oceans of Fantasy de Boney M (1979). Cubierta interior utilizada como cubierta frontal posterior del disco según la cubierta estándar.
- Never Trust a Pretty Face de Amanda Lear (1979). Carátulas como en el álbum estándar, la portada y la contraportada se publican en una cubierta de plástico grueso con una etiqueta con la lista de canciones.
- Gold de Jefferson Starship, con una imagen de la formación de la banda (1976-78) en ambos lados.
- Driver's Seat de Sniff 'n' the Tears (1979). Una mujer de piernas largas que sostiene una pistola asusta a un gato negro.
- Off the Wall de Michael Jackson (1979). La misma imagen del anverso y del reverso del álbum original.
- LA (Light) Album, The Beach Boys (1979). Logotipo de la portada del álbum en un lado, fotos de la banda de la portada interior en el otro.

### Después de 1980
- Special Brew por Bad Manners (1980): Foto de Buster Bloodvessel codiciando una pinta de la bebida del mismo nombre.
- Snow White and the Seven Dwarfs (Blancanieves y los siete enanitos banda sonora de la película Walt Disney) (1980).
- One of Us b/W Should I Laugh or Cry? por ABBA (1981): Lado A con Agnetha Fältskog y Anni-Frid Lyngstad ("One of Us") / Lado B con Benny Andersson y Björn Ulvaeus.
- Anthem por Toyah (1981).
- Turn Up the Night (12") por Black Sabbath (1982) (Ejemplar raro. Muestra una figura parecida a Lucifer recortada contra una cruz).
- Bat Out of Hell por Meat Loaf (1982) (reedición del álbum de 1977, incluye la carátula del álbum en el disco).
- Planets de Eloy (1982).
- That's Good b / n Speed Racer por Devo (1982): Sencillo de 12".
- Got No Brains por Bad Manners (1982): imagen de dibujos animados del cerebro de Buster Bloodvessel volando fuera de su cabeza.
- House of Fun por Madness (1982): Foto fija del video promocional.
- E.T. el extraterrestre por John Williams (1982): Primer plano de la cabeza del personaje principal delante y con la bicicleta recortándose sobre la luna en la parte posterior (ambas fotogramas de la película).
- Driving In My Car por Madness (1982): Foto de primer plano del tapacubos de un Morris Minor.
- Monkee Business por The Monkees (1982): Una foto lateral en color de la banda, fotos promocionales en blanco y negro del lado B. Con forma de mono.
- Countdown b / n New World Man por Rush (1982): sencillo de 7" con forma de transbordador espacial.
- Freebird por Lynyrd Skynyrd (1982): Imagen de un esqueleto blandiendo una pistola.
- Baby Snakes, álbum de la banda sonora de Frank Zappa (1982), con una imagen de la cara de Frank Zappa.
- Let's Dance LP de David Bowie (1983): Foto del concierto Serious Moonlight Tour y foto de la portada del álbum.
- Thriller por Michael Jackson (1983): Varios discos de imágenes diferentes con ilustraciones de la sesión de fotos del álbum.
- War por U2 (1983).
- Colour by Numbers por Culture Club (1983).
- Mushi por The Stalin (1983).
- Just a Dream por Nena (1984): Foto de la banda en 10".
- Tiempo del Sueño por The Cult (1984): Foto de la banda.
- Poland (doble LP) por Tangerine Dream (1984): Álbum de fotos.
- 14 Greatest Hits (LP) de Michael Jackson y The Jackson 5 (1984): Dibujo de los 3 hermanos Jackson y foto antigua de la banda.
- Victory por The Jackson 5 (1984).
- Legend, LP de Bob Marley (1984): Foto del álbum.
- Keep Moving, LP de Madness (1984): Foto de la banda en una pista de atletismo.
- Make It Big por Wham! (1984): (Edición en disco ilustrado).
- Pride (In the Name of Love) de U2 (1984): Single de 7" con la misma lista de canciones pero diferentes fotos (en color) de la banda.
- Waking Up with the House on Fire por Culture Club (1984).
- Creeping Death por Metallica (1984).
- Ride the Lightning por Metallica (1984): Lanzamiento de 1985, solo edición limitada.
- Fugazi por Marillion (1984).
- Del 63 por Fito Páez (1984).
- Miami Vice Theme por Jan Hammer (1985).
- Loving the Alien por David Bowie (1985): Versiones de 7 y 12 pulgadas.
- Electric por The Cult (1987): Vinilo dorado con foto de banda.
- Walk This Way (EP) por Run D.M.C/Aerosmith (4 de julio de 1986) 12".
- Hysteria por Def Leppard (1987).
- Something Special por Sabrina (1988).
- So far, so good... so what! por Megadeth (1988): Un esqueleto vestido con equipo de combate sosteniendo una ametralladora.
- Wake Up!, recopilación de éxitos (Bangles, REO Speedwagon, Earth, Wind and Fire...) emitida por Honda (The motor people) (1988): muestra un desayuno continental completo estilo cómic en un lado y el logotipo "H" en el contrario.
- EP en vivo de edición especial de Ozzy Osbourne (1988).
- Animal (Fuck Like a Beast) de W.A.S.P. (1988): Acuarela de un Dóberman montando la pierna de una mujer; foto de Lawless en el lado B.
- Disintegration por The Cure (1989).
- For Ladies Only por Killdozer (1989): Imagen de una mujer joven en negligé con fotos de los miembros de la banda en el reverso.
- Sweet Soul Sister por The Cult (1990): Sencillo de 12", con fotos de la banda diferentes en ambos lados.
- Zoo Station de U2 (1992): Promoción estadounidense de 12" con los logotipos de Zoo TV y U2 de la gira.
- Nightswimming por R.E.M. (1993).
- The Hearts Filthy Lesson por David Bowie (BMG UK, 1995): Imágenes manipuladas gráficamente de las páginas de letras del álbum de 1995 Outside para las canciones de las caras A y B.
- The Best of Both Worlds por Marillion (1996).
- POP por U2 (1997): El anverso son los mismos retratos de cuatro paneles de la portada del CD, pero el reverso es diferente, con un arco iris de colores y una foto de cada miembro de la banda tomada del video Discothèque (parece oficial, aunque también se cita como pirata).
- s/t 10" por Song of Zarathustra (año 2000, del sello Blood of the young).
- Exploiting Dysfunction por Cephalic Carnage (2000): Las caras A y B presentan la portada/contraportada original de Wes Benscoter.
- Heaven por Live (2003): Single europeo de 7" que contiene la canción principal más Forever May not be Long Enough (Egyptian Dreams Remix) como lado B. Una cantidad desconocida se imprimió con remixes de Let's Get Ill por P. Diddy.
- Inertiatic ESP de The Mars Volta (2003): Ilustración de Storm Thorgerson.
- Televators de The Mars Volta (2003): Ilustración de Storm Thorgerson.
- Puta de Khima France (2004): Edición limitada de 7".
- I, Lucifer por The Real Tuesday Weld (solo Reino Unido, 2004)
- Hell Yeah! por HorrorPops (2004): La cara A tiene una versión alterada de la portada y la cara B contiene la lista de canciones.
- Split por Agalloch/Nest (2004): Disco de imágenes de 10 ".
- Filthy Danceheng EP por Baron Mordant (Mordant Music Reino Unido, 2004): Imagen de un niño espeluznante en un lado, lista de pistas y un niño de los años 70 en la otra cara.
- Blood Rushed to Head por Portion Control (Portion Control.net RU, 2005): Logotipo de Portion Control de 7" en ambos lados.
- Analord 10 por AFX (relanzamiento) (2005).
- The Trooper por Iron Maiden (1983): Sencillo relanzado en 2005 como un disco ilustrado.
- Preaching the "End-Time" Message por Eyehategod (2005): Limitado a 500 copias.
- Lateralus por Tool (2005): Álbum doble ilustrado. Solo edición limitada.
- The Hand That Feeds por Nine Inch Nails (2005).
- Death on the Road por Iron Maiden (2005): Álbum doble ilustrado. El disco 1 contiene fotos artísticas y el disco 2 incluye imágenes de actuaciones en vivo.
- The Widow por The Mars Volta (2005): Ilustración de Storm Thorgerson.
- Frances the Mute por The Mars Volta (2005): Disco ilustrado de 10".
- Scabdates por The Mars Volta (2005): LP doble ilustrado de 12".
- Omar Rodríguez-López, por Omar Rodríguez-López (2005).
- Gold Digger, por Kanye West (2005): El sencillo de 12" tiene un disco ilustrado de color dorado liso.
- Mezmerize y Hypnotize por System of a Down (2005).
- Feel Good Inc. por Gorillaz (2005): Presenta un dibujo de la isla del molino de viento del video.
- El disco nº 12 de 7" of the Month Club por NOFX (2006): Cara A, imagen de la banda; cara B, dibujo de un perrito caliente. Edición limitada a 3000 copias.
- Sam's Town por The Killers (2006).
- Donuts por J Dilla (2006).
- The Shining EP por J Dilla (2006).
- Age of Winters por The Sword (2006): Limitado a 500 copias. La cara A presenta ilustraciones originales en CD, la cara B una lista de canciones y un logotipo.
- The Pick of Destiny por Tenacious D (2006).
- Get Warmer por Bomb the Music Industry! (2006): Presenta imágenes de parques y listas de pistas en los lados A y B.
- Fine as Fuck por Electrosexual y Scream Club con Peaches (2006): Incluye un collage hecho por Electrosexual y un logo creado por el artista de grafiti francés Tilt. Limitado a 500 copias (Francia, Rock Machine Records).
- Gold Lion por Yeah Yeah Yeahs (2006): 7", con el dibujo de un león.
- Lycanthrope por +44 (2006): Presenta una imagen de la banda en un lado del sencillo y el logo de la banda en el otro.
- Hip Hop is Dead por Nas (2006): El sencillo de 12" tiene una imagen de Nas con el título de la canción en el lado A y el logo de Nas en el lado B.
- Infinity on High por Fall Out Boy (2007).
- From Yesterday por 30 Seconds to Mars (2007).
- Here Come the Waterworks por Big Business (2007).
- Catch You doce pulgadas por Sophie Ellis-Bextor (2007).
- Me and My Imagination 12" de Sophie Ellis-Bextor (2007).
- Festival Thyme por …And You Will Know Us by the Trail of Dead (2008).
- Pedrophilia por Busy P en Ed Banger Records (2008).
- Pocket Piano por DJ Mehdi (2008).
- God Has a Voice, She Speaks Through Me por CocoRosie (2008).
- Aim and Ignite por Fun (2009).
- Time Warp / Join the Dots por Sub Focus (2009).
- The Fame Monster por Lady Gaga (2009).
- Ignorancia por Paramore (2009).
- The Infection por Chimaira (2009).
- Wonderful Life (Arthur Baker Remixes) por Hurts (2010): La cara A tiene un retrato del miembro de la banda Theo Hutchcraft y la cara B contiene un retrato de Adam Anderson.
- The Final Frontier por Iron Maiden (2010): Disco doble ilustrado. El disco 1 contiene la portada del álbum, y el disco 2 la silueta de la banda.
- Bittersweet, sencillo de Sophie Ellis-Bextor (2010).
- So I Ate Myself, Bite by Bite por Dreamend (2010): La cara A está diseñada para actuar como fenaquistoscopio cuando se usa con la hoja troquelada incluida, junto con un vaso de una pinta de capacidad y una fuente de luz.
- Remedy por The Black Crowes (2011): El lado A es una versión acústica en vivo de la canción, mientras que el lado B es una versión eléctrica en vivo. Lanzamiento especial con el álbum de la banda Croweology para Record Store Day.
- Th1rt3en por Megadeth (2011).
- Heritage (álbum de Opeth) por Opeth (2011).
- We Are Young por Fun (2011).
- Lady Luck por Jamie Woon (2011).
- Trials of Imaginaerum por Nightwish (2012).
- Himno nacional por Lana Del Rey (solo Reino Unido, 2012).
- We Don't Even Live Here por P.O.S (2012).
- Kiss por Carly Rae Jepsen (2012).
- Blue Ash and Other Suburbs por Trey Anastasio (2013): Presenta tomas descartadas de las sesiones de Traveler que fueron coproducidas por Trey y Peter Katis en el otoño de 2011 y obra de arte original de Micah Lidberg.
- The Devil Put Dinosaurs Here por Alice in Chains (2013).
- Vida en Marte por David Bowie (2013).
- Bangerz por Miley Cyrus.
- Art Support Machine por Electrosexual, incluye una obra de arte del artista holandés Lukas Julius Keijser y diseñada por Philip Marshall (2014).
- Pika Pika Fantajin por Kyary Pamyu Pamyu (2014).
- Vulnicura Live por Björk (2015).
- The Incredible True Story por Logic (2015).
- The Last Hero por Alter Bridge (2016).[7]
- The Vengeful One por Disturbed (2016).
- Hesitant alien por Gerard Way (2017).
- Reputation por Taylor Swift (2017).[8]
- Yellow Submarine por The Beatles (2018).
- Post-Apocalypto por Tenacious D (2018).
- Los Prisioneros por Los Prisioneros (2020).[9]
- Manzana por Los Prisioneros (2020).[9]
- Enemy por Imagine Dragons (2023): El lado A incluye la versión estándar de la canción, con una imagen de la portada del sencillo, mientras que el lado B incluye su versión original, con una imagen de la banda en un fondo oscuro. Lanzamiento especial como parte de la colección "Singles Day" de Interscope Records.[10]

## Discos con forma y 'prensados especiales'
| Grupo                                                      | Disco/Canción                               | Lanzamiento | Descripción | Tamaño |
| ---------------------------------------------------------- | ------------------------------------------- | ----------- | --- | ------ |
| ABBA                                                       | Thank You for the Music b/w Our Last Summer | 1983        | Forma del logo de la banda. | 7"     |
| Barnes & Barnes                                            | Fish Heads: Barnes & Barnes' Greatest Hits  | 1982        | Con forma de cabeza de pez. | 12"    |
| Broken English                                             | Comin on Strong                             | 1987        | Con la forma de los 3 miembros de la banda vistiendo trajes de Cazafantasmas sosteniendo unas guitarras.                                   |        |
| Devo                                                       | Beautiful World b/w Nu-Tra                  | 1981        | Con forma de cabeza de astronauta. |        |
| Gangrene                                                   | Sawblade EP                                 | 2010        | En forma de hoja de sierra circular. |        |
| Gary Numan                                                 | Warriors                                    | 1983        | Con forma de avión de caza. | 7"     |
| Gary Numan                                                 | Berserker                                   | 1984        | Con la forma de la cabeza de Numan. | 7"     |
| Gefilte Joe and the Fish                                   | Hanukah Rocks                               | 1981        | Con forma de Estrella de David. | 12"    |
| Guns N' Roses                                              | Sweet Child o' Mine                         | 1988        | Forma del logo clásico de la cruz y calaveras de los cinco integrantes de la banda.                                                        | 7"     |
| Guns N' Roses                                              | Paradise City                               | 1989        | Forma de un revólver Colt "Pacemaker". | 7"     |
| Guns N' Roses                                              | Nightrain                                   | 1989        | Forma de maleta. | 7"     |
| Joe Strummer                                               | Love Kills                                  |             | Con forma de pistola. | 7"     |
| Killing Joke                                               | Loose Cannon                                | 2003        | Imagen de cabeza de payaso malvado amarillo, según la portada del álbum homónimo de 2003.                                                  |        |
| King Gizzard & The Lizard Wizard                           | Nonagon Infinity                            | 2016        | Con forma de eneágono. | 10"    |
| Kiss                                                       | Lick It Up                                  | 1983        | Con forma de carro de combate. |        |
| Less Than Jake                                             | Cheese                                      | 1998        | Con forma de trozo de queso suizo, 1000 unidades prensadas en color amarillo y 500 en verde ("Versión enmohecida").                        | 7"     |
| Men Without Hats                                           | The Safety Dance                            | 1982        | Disco de imágenes de forma extraña, con un hombre y una mujer bailando.                                                                    |        |
| Men Without Hats                                           | I Got the Message                           | 1983        | |        |
| Monster Magnet                                             | Dopes to Infinity                           | 1995        | Con la forma de la cabeza del cantante principal Dave Wyndorf.                                                                             | 12"    |
| Monster Magnet                                             | Negasonic Teenage Warhead                   |             | Con forma de nube con aspecto de hongo. | 12"    |
| OMD                                                        | La Femme Accident                           | 1985        | |        |
| Red Box                                                    | Lean On Me b/w Stinging Bee                 | 1985        | Vinilo rojo hexagonal. Parece un cubo rojo en 2D. El reverso es una foto de la banda.                                                      | 7"     |
| Saxon                                                      | Back on the Streets Again                   |             | Con forma de manzana (como está impreso en una cara del disco).                                                                            | 7"     |
| Tangerine Dream                                            | Warsaw in the Sun                           | 1984        | El disco tiene la forma de Polonia y contiene varias imágenes que incluyen a Lech Walesa y al Papa Juan Pablo II.                          | 7"     |
| The Coconuts (Side project of Kid Creole and the Coconuts) | Did You Have To Love Me Like You Did        | 1983        | En forma de coco. | 7"     |
| The Fat Boys                                               | Wipe Out                                    |             | Con forma de hamburguesa. | 7"     |
| The Enemy                                                  | You're Not Alone                            | 2007        | Forma cuadrada. Tiene la portada única en el lado A y una imagen en blanco y negro de la banda en el lado B con la lista de las canciones. | 7"     |
| The Mars Volta                                             | Mr. Muggs                                   | 2008        | En forma de tabla de güija transparente.                                                                                                   | 7"     |
| The Police                                                 | Roxanne/Can't stand losing You              | 1979        | Edición limitada (A&M Records) | 7”     |
| The Police                                                 | Message In A Bottle                         | 1980        | Edición limitada (A&M Records) | 12”    |
| The Police                                                 | De Do Do Do De Da Da Da                     | 1981        | Edición limitada (A&M Records) | 12"    |
| Toto                                                       | Africa                                      | 1982        | Con la forma del continente africano. | 7"     |
| U2                                                         | The Unforgettable Fire (single)             | 1985        | Con forma de la letra y el número "U2" con varias imágenes de la banda de la época.                                                        | 7"     |
| Yeah Yeah Yeahs                                            | Cheated Hearts                              | 2006        | En forma de corazón. | 7"     |

- It's a Mistake de Men at Work (1983). Aparentemente también mal interpretado como un lanzamiento de Men Without Hats, aunque tales errores de impresión fueron claramente etiquetados.
- Se planeó un sencillo con la forma del famoso Energy Dome de DEVO, pero nunca pasó de la etapa de prensado de prueba.

## Discos ilustrados por intérpretes

### Helloween
- Keeper of the Seven Keys: Part I 1987
- Keeper of the Seven Keys: Part II 1988

### Kiss
- Varios discos de Kiss de (1978), cada uno con un miembro de la banda diferente[11]
- A World Without Heroes de Kiss (1981)
- Creatures of the Night de Kiss (Estados Unidos, 1982)
- Hotter Than Hell de Kiss (Holanda, 1982)
- Dressed to Kill de Kiss (Holanda, 1982)
- Destroyer de Kiss (Holanda, 1982)
- Rock and Roll Over de Kiss (Holanda, 1982)
- Love Gun de Kiss (Holanda, 1982)
- Dynasty de Kiss (Holanda, 1982)
- Unmasked de Kiss (Holanda, 1982)
- Música de "The Elder" de Kiss (Holanda, 1982)
- Crazy Nights de Kiss (Estados Unidos, 1987)
- Crazy Crazy Nights de Kiss (Reino Unido, 1987)
- Reason to Live de Kiss (Reino Unido, 1987)
- Monster de Kiss (Estados Unidos, 2012)

### Muse
La banda de rock británica Muse ha lanzado varios discos ilustrados desde 2006. También han tenido gran parte de su trabajo impreso en vinilo transparente desde 1999.
- Supermasivoe Black Hole (2006) (imagen de 7")
- Starlight (2006) (imagen de 7")
- Knights of Cydonia (2006) (imagen de 7")
- Invincible (2007) (imagen de 7")
- Resistance (2010) (imagen de 7")

### Guided By Voices
- "Cut-out Witch" (1996) (imagen de 7")